# آشپزی فلسطینی

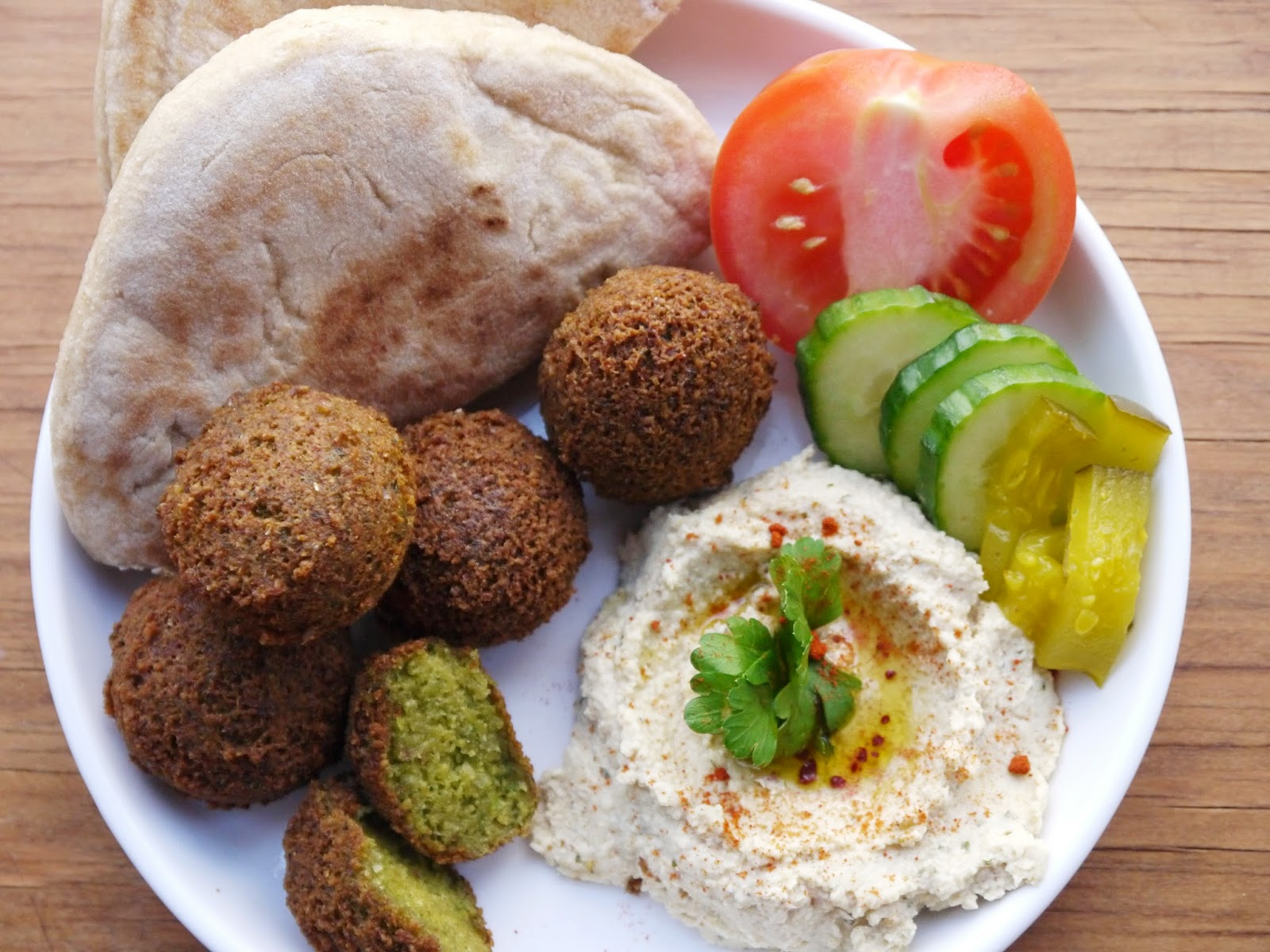
فلافل و حمص از غذاهای رایج آشپزی فلسطینی.

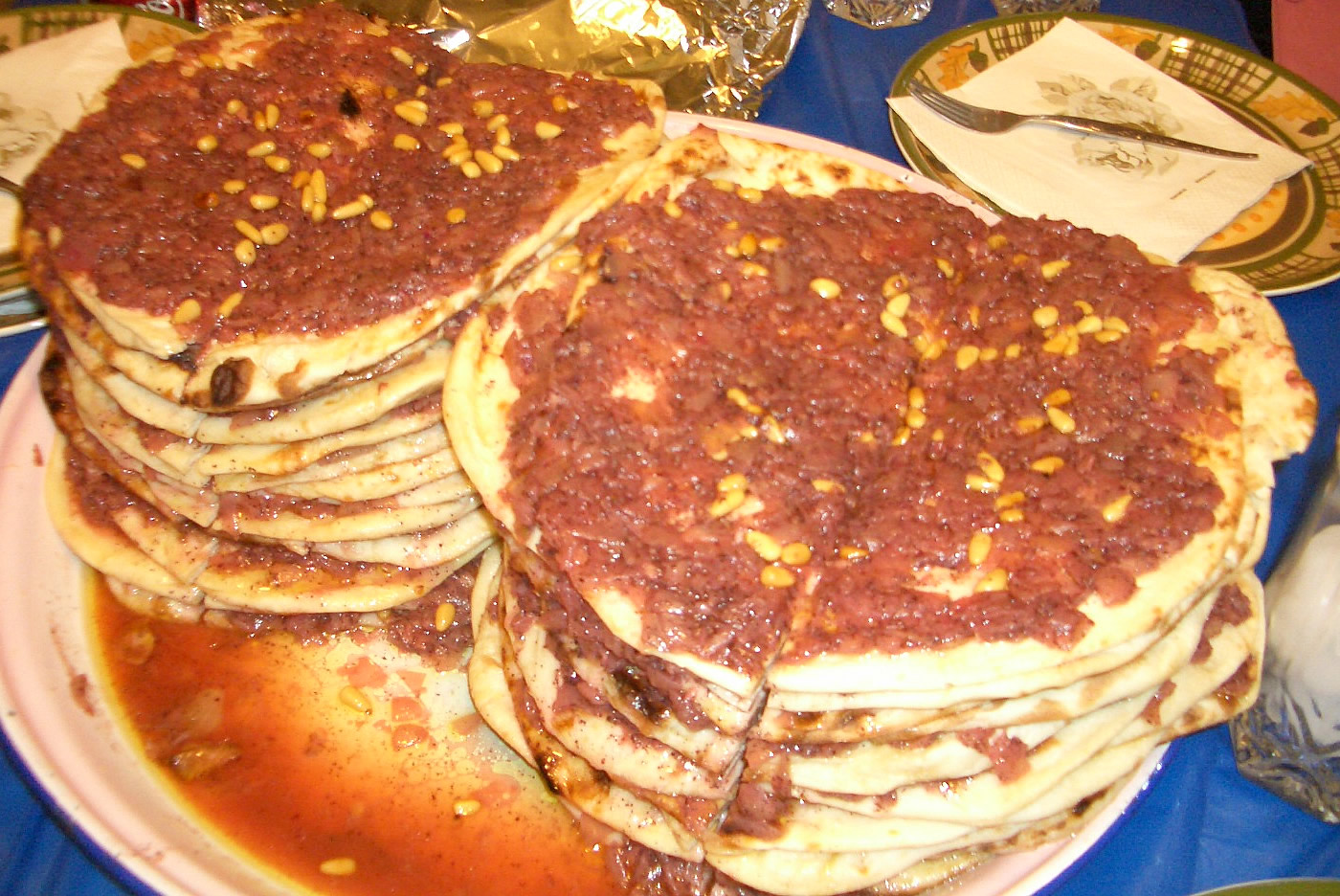
نان موساخان

آشپزی فلسطینی متشکل از غذاهایی است که فلسطینی‌ها و همچنین مردم اردوگاه‌های پناهندگان در کشورهای نزدیک به فلسطین و همچنین مهاجران فلسطینی خورده می‌شوند. این آشپزی انتشار فرهنگ تمدنی است که در منطقه فلسطین ساکن شده‌اند، به ویژه در دوران اسلامی و بعد از آن که با فتح امویان، و سپس عباسیان تحت تأثیر پارسیان و با تأثیرات شدید آشپزی ترک که در نتیجه آمدن ترکان عثمانی بود. این غذا شبیه سایر غذاهای شامی، از جمله لبنانی، سوری و اردنی است.
سبک‌های پخت‌وپز بسته به منطقه متفاوت است و هر نوع سبک پخت‌وپز و مواد اولیه مورد استفاده عموماً براساس آب و هوا و موقعیت منطقه خاص و سنت‌ها بنا شده‌است. برنج و انواع مختلفی از گیاه کیبو در جلیل رایج است. کرانه باختری دارای وعده‌های غذایی سنگین تری شامل استفاده از نان طبل، برنج و گوشت و ساکنان دشت ساحلی ماهی و سایر غذاهای دریایی و عدس است. غذاهای غزه نوعی غذای شامی است، اما در غذاهای دریایی و ادویه جات تنوع بیشتری دارد. ساکنان غزه فلفل تند را نیز به شدت مصرف می‌کنند. وعده‌های غذایی معمولاً در خانه خورده می‌شوند، اما خصوصاً در مهمانی‌هایی که وعده‌های غذایی سبک مانند سالاد، آب نان و گوشت سرو می‌شود، ناهارخوری در آن مشهور شده‌است.
این منطقه همچنین میزبان بسیاری از انواع دسرها است، از انواع تهیه شده به‌طور منظم و انواع دیگر که معمولاً برای تعطیلات اختصاص داده می‌شوند. بیشتر شیرینی‌های فلسطینی شیرینی‌هایی هستند که با پنیرهای شیرین، خرما یا مغزهای مختلف مانند بادام، گردو یا پسته پر می‌شوند. نوشیدنی‌ها همچنین می‌توانند به تعطیلاتی مانند ماه رمضان، که در هنگام غروب خورشید آب خرنوب، گل تمر و زردآلو مصرف می‌شود، بستگی داشته باشند. قهوه در طول روز مصرف می‌شود و مشروبات الکلی در بین مردم شیوع زیادی ندارد، با این حال، برخی از نوشیدنی‌های الکلی مانند عرق یا آبجو توسط مسیحیان مصرف می‌شوند.

## تاریخ

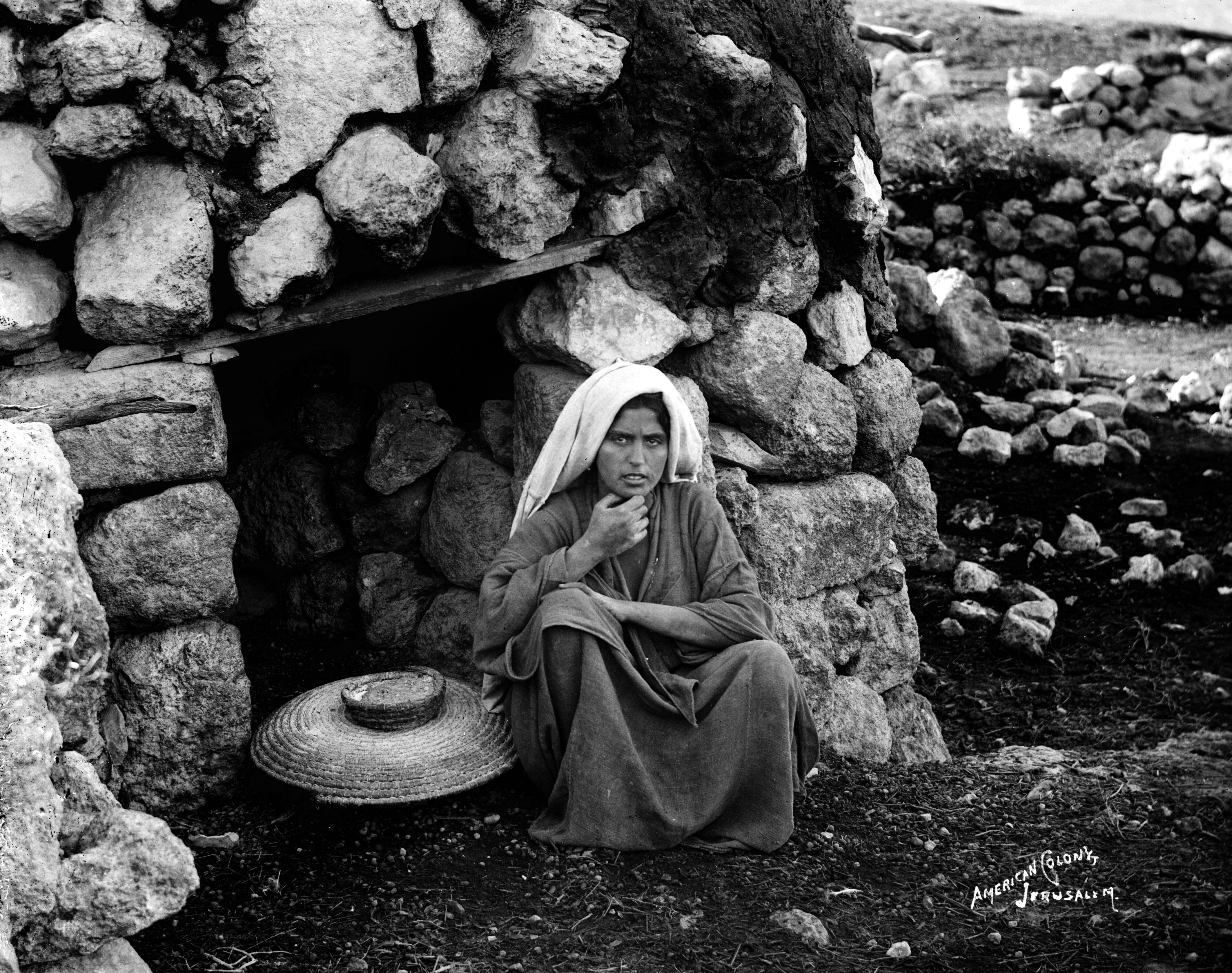
اجاق روستایی، تنور طابون، در فلسطین. عکس گرفته شده بین سالهای ۱۸۹۸ و ۱۹۱۴ توسط مستعمره آمریکا، اورشلیم.

منطقه جنوب شام گذشته متنوعی دارد و به همین ترتیب، غذاهای این کشور فرهنگ‌های مختلفی دارد. پس از تسخیر منطقه ای که در ابتدا توسط یهودیان، ادومیت‌ها، موآبی‌ها و آمونیت‌ها ساکن شده بود، در قرن ۷ م توسط مسلمانان فتح شد، این منطقه به نام جند فلسطین بخشی از بلاد الشام شد؛ بنابراین، بسیاری از جنبه‌های غذاهای فلسطینی شبیه آشپزی سوری است، به ویژه در جلیل. غذاهای مدرن سوریه و فلسطین عموماً تحت تأثیر سه گروه بزرگ اسلامی قرار گرفته‌اند: اعراب، اعراب تحت تأثیر پارسیان (عراقی‌ها) و ترک‌ها.
اعرابی که سوریه و فلسطین را فتح کردند در ابتدا سنت‌های آشپزی ساده ای داشتند که اساساً استفاده از برنج، گوشت بره، ماست و خرما بود. این آشپزی قرن‌ها پیشرفت نکرد تا ظهور خلافت عباسی، که بغداد را به عنوان پایتخت خود قرار داد و عناصر آشپزی پارسی را در غذاهای موجود عربی ادغام کرد.
پس از جنگ کریمه، در سال ۱۸۵۵، بسیاری از جوامع دیگر از جمله بوسنیایی‌ها، یونانی‌ها، فرانسوی ها و ایتالیایی‌ها اقامت در منطقه را آغاز کردند، به ویژه در مراکز شهری مانند اورشلیم، یافا و بیت لحم. غذاهای این جوامع به ویژگی آشپزی فلسطین، به ویژه جوامع بالکان کمک می‌کند. تا حدود دهه ۱۹۵۰ و ۶۰ میلادی، مواد اصلی غذاهای روستایی فلسطین، روغن زیتون، پونه کوهی و نان پخته شده در یک اجاق ساده بود که به آن تنور طابون می‌گفتند. رابینسون لیس نویسنده، در سال ۱۹۰۵ براساس مشاهداتش نوشته‌است که «اجاق گاز در خانه نیست و ساختاری مختص خود دارد و به صورت مشترک بین چندین خانواده است که وظیفه آنها همیشه گرم نگه داشتن آن است.»

## نگارخانه

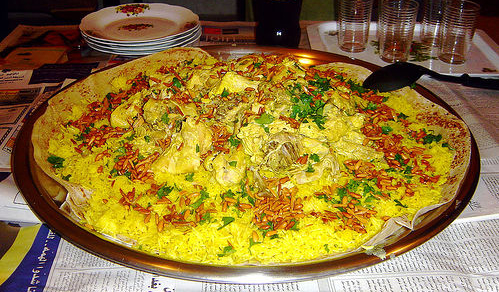
منسف
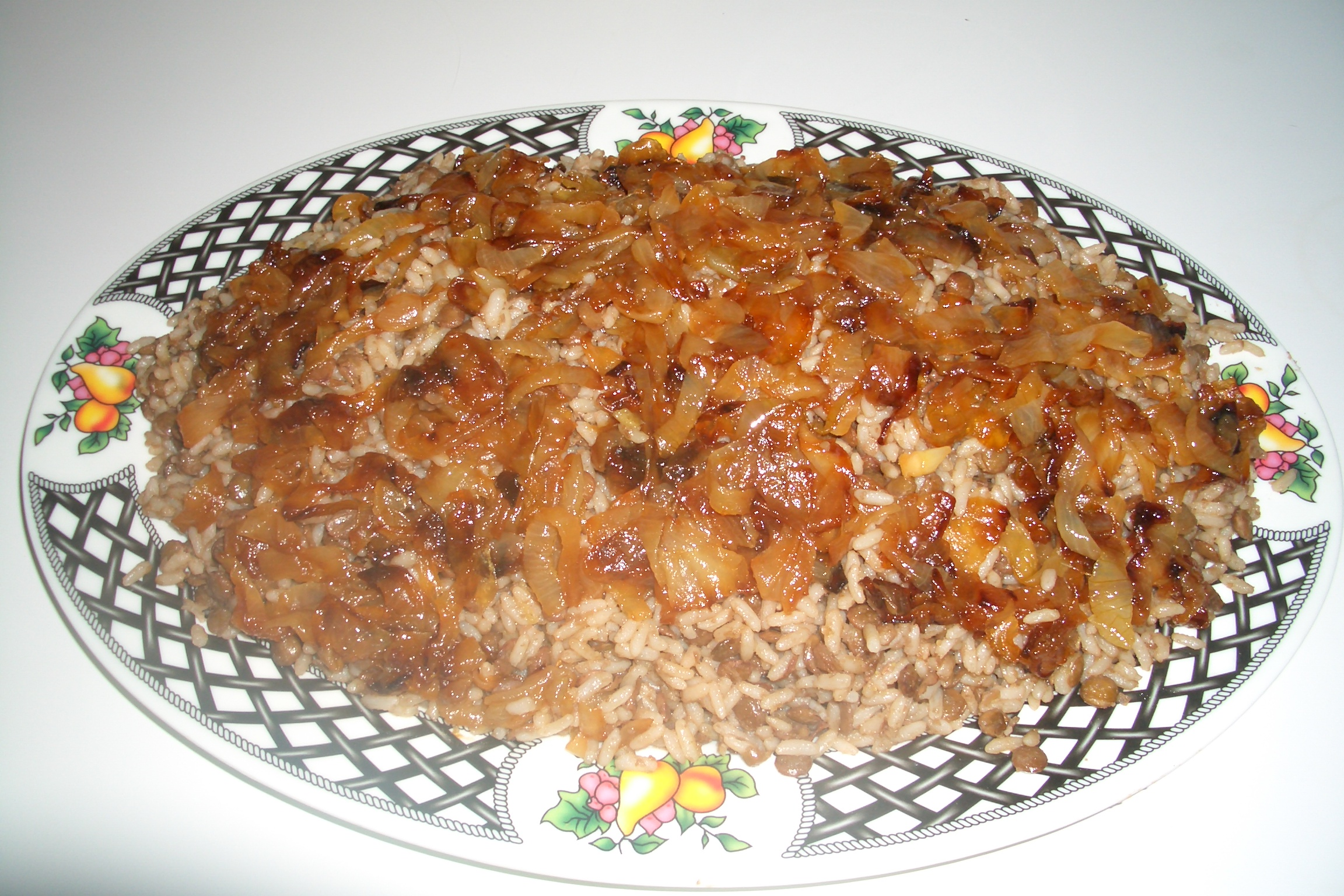
سبکی از مجدره
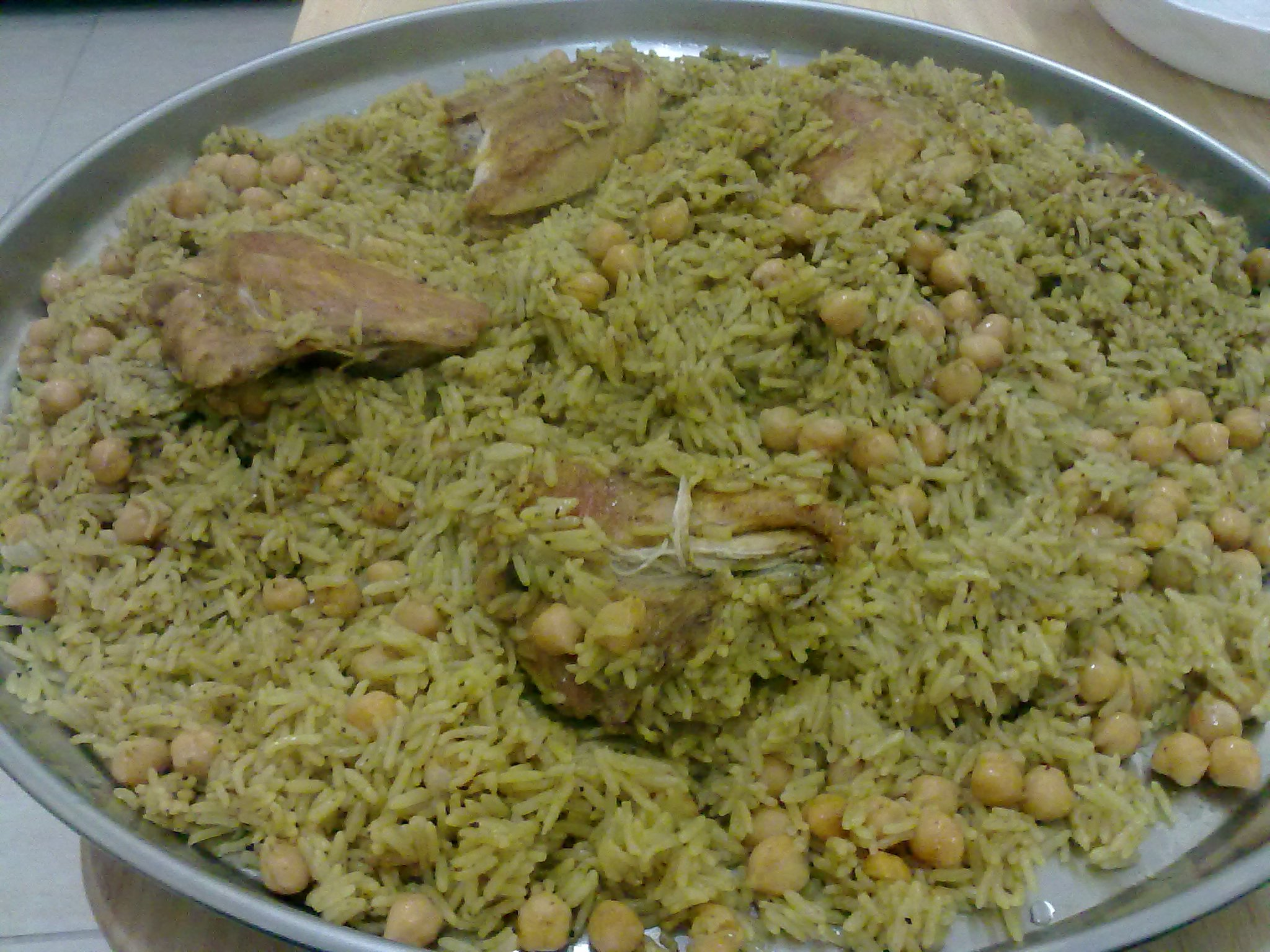
قیدر
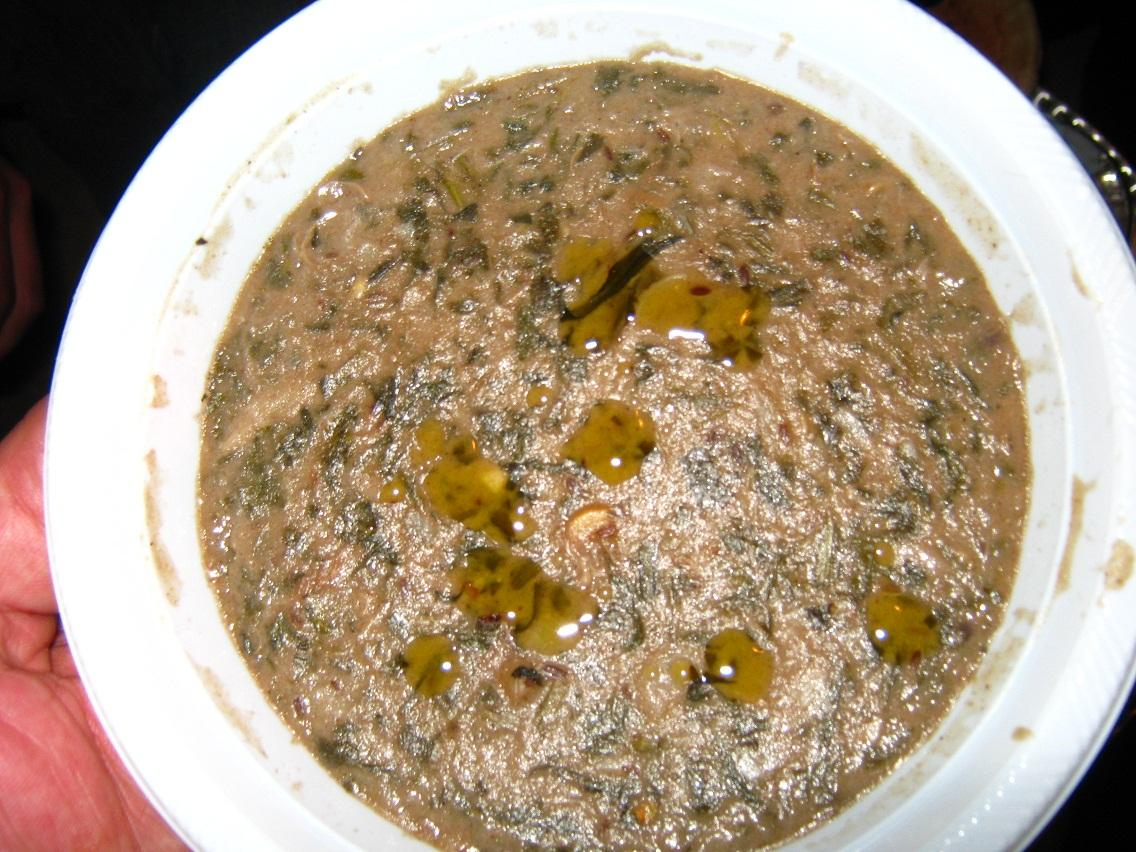
سماقیه
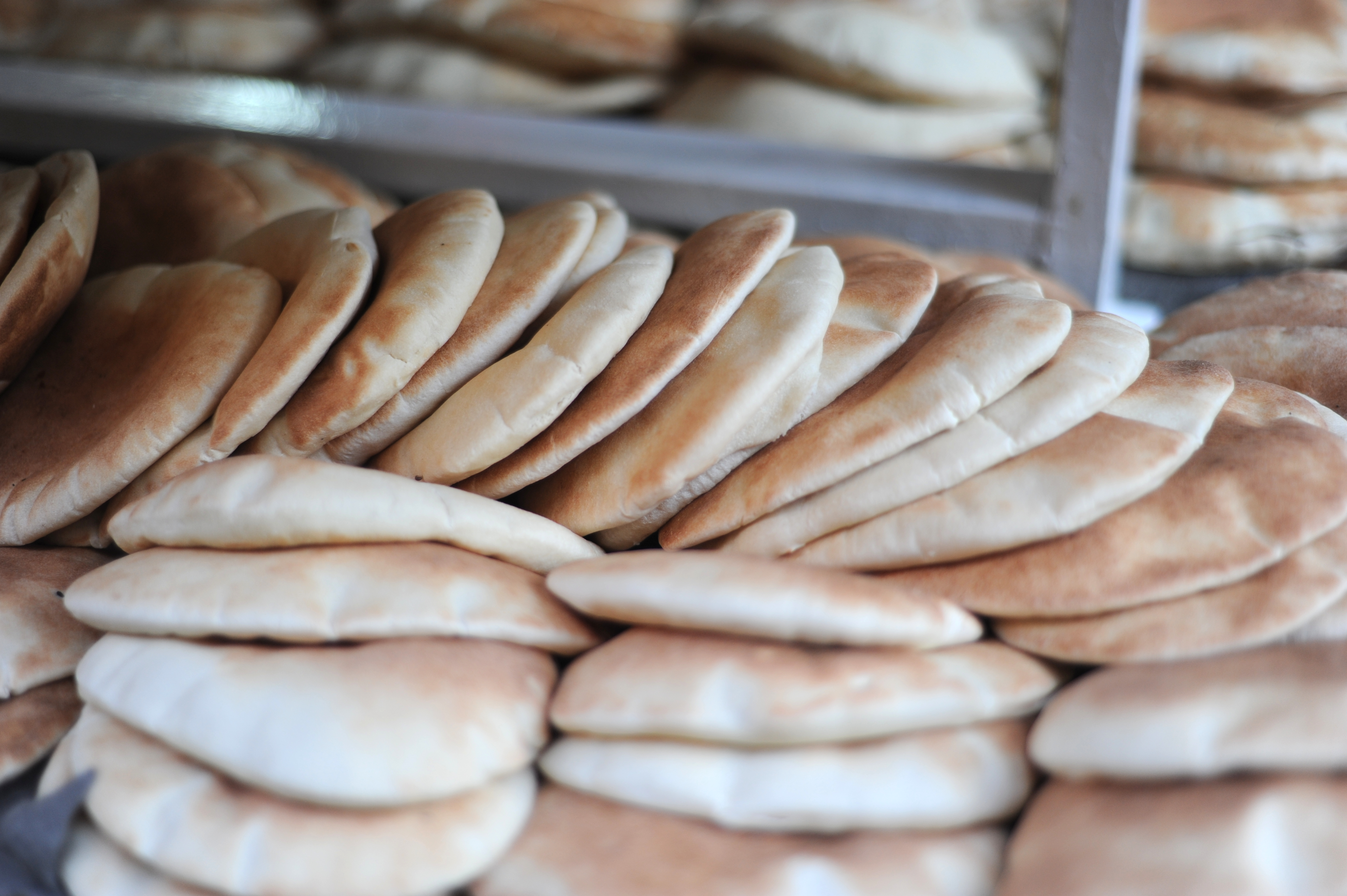
نان پیتا
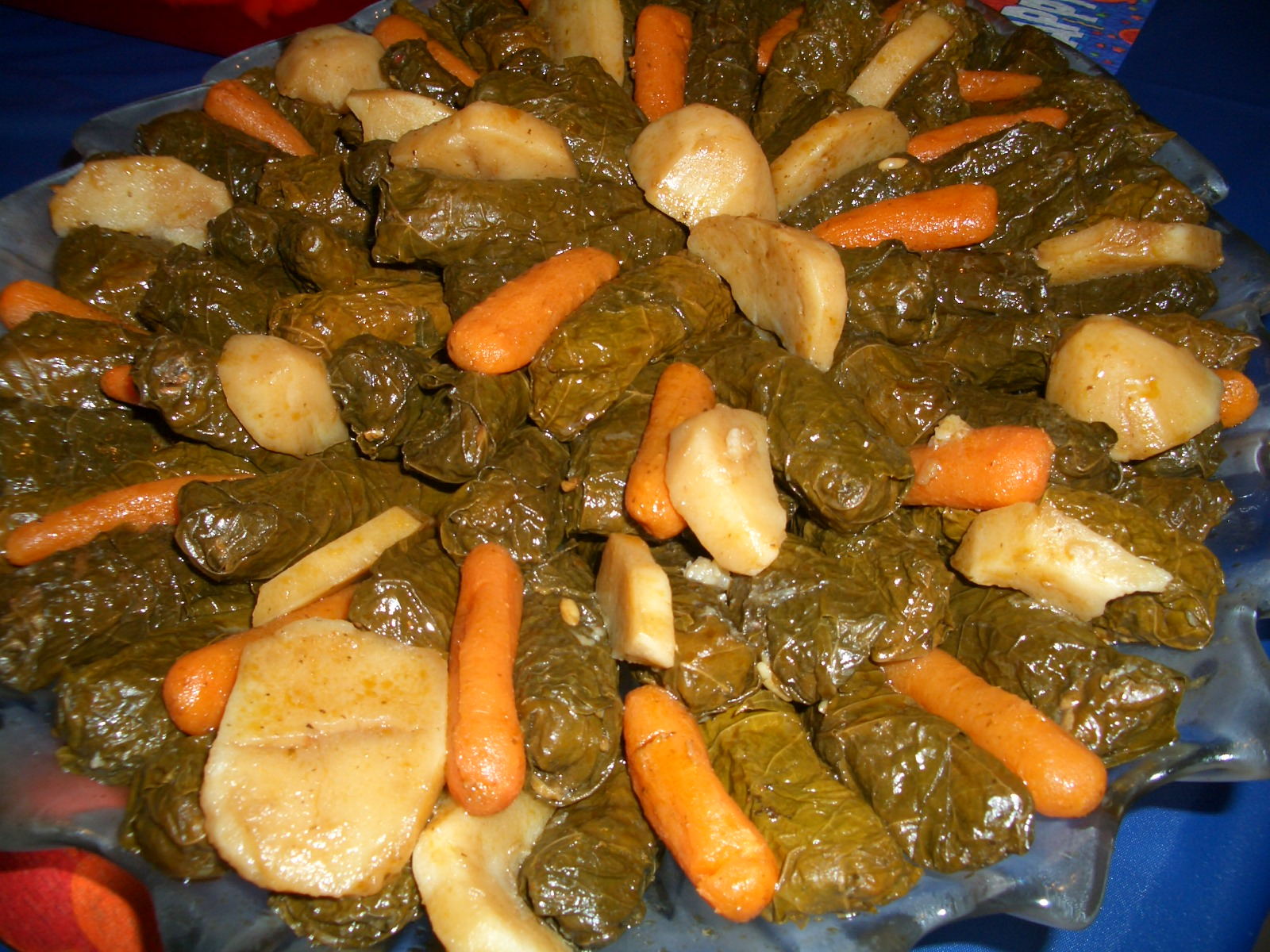
یک وارق العینیب به اندازه یک خانواده
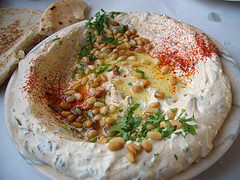
یک بشقاب حمص، تزئین شده با پاپریکا و روغن زیتون و آجیل کاج
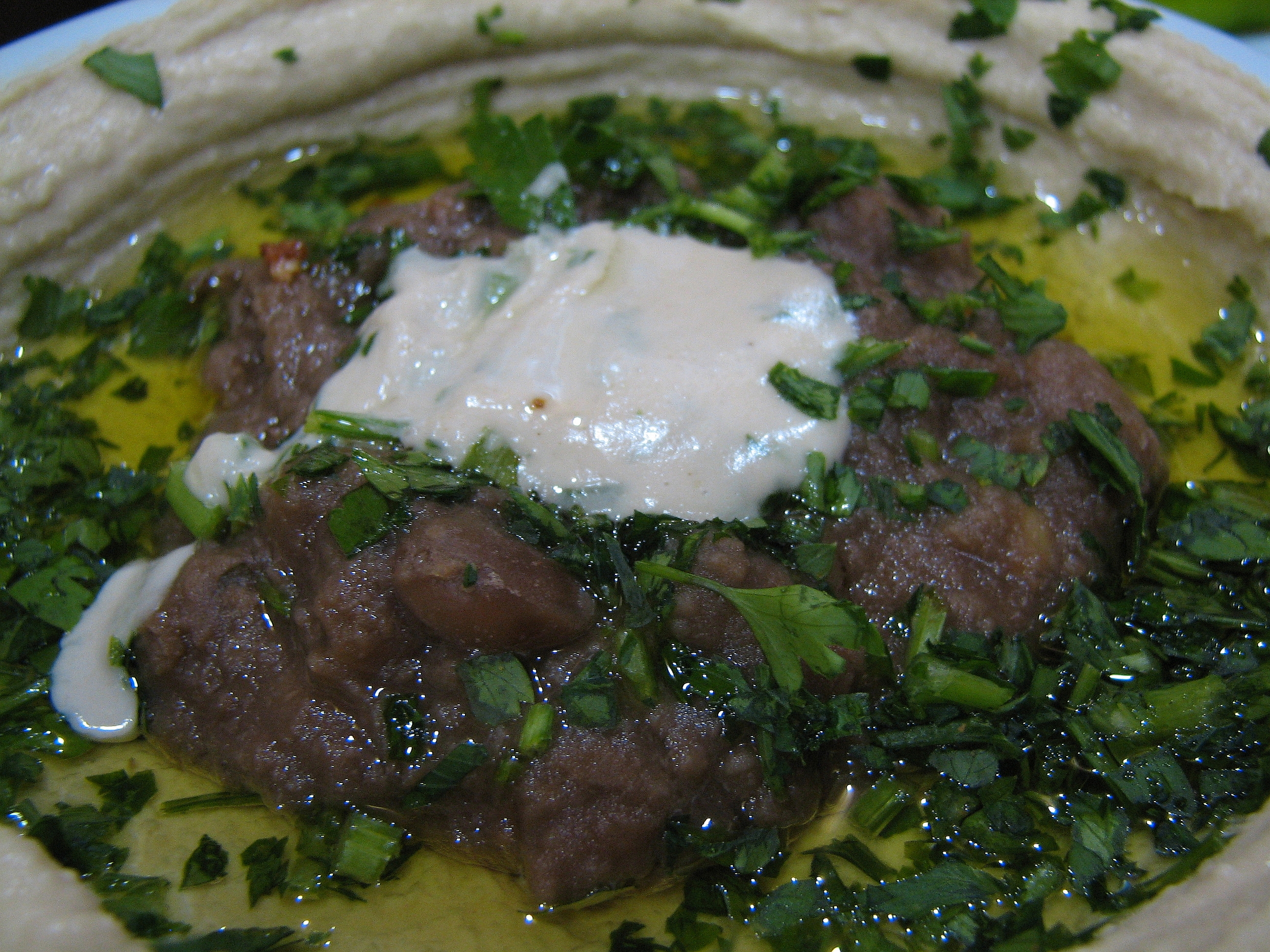
هوموس با فول و تاهینی
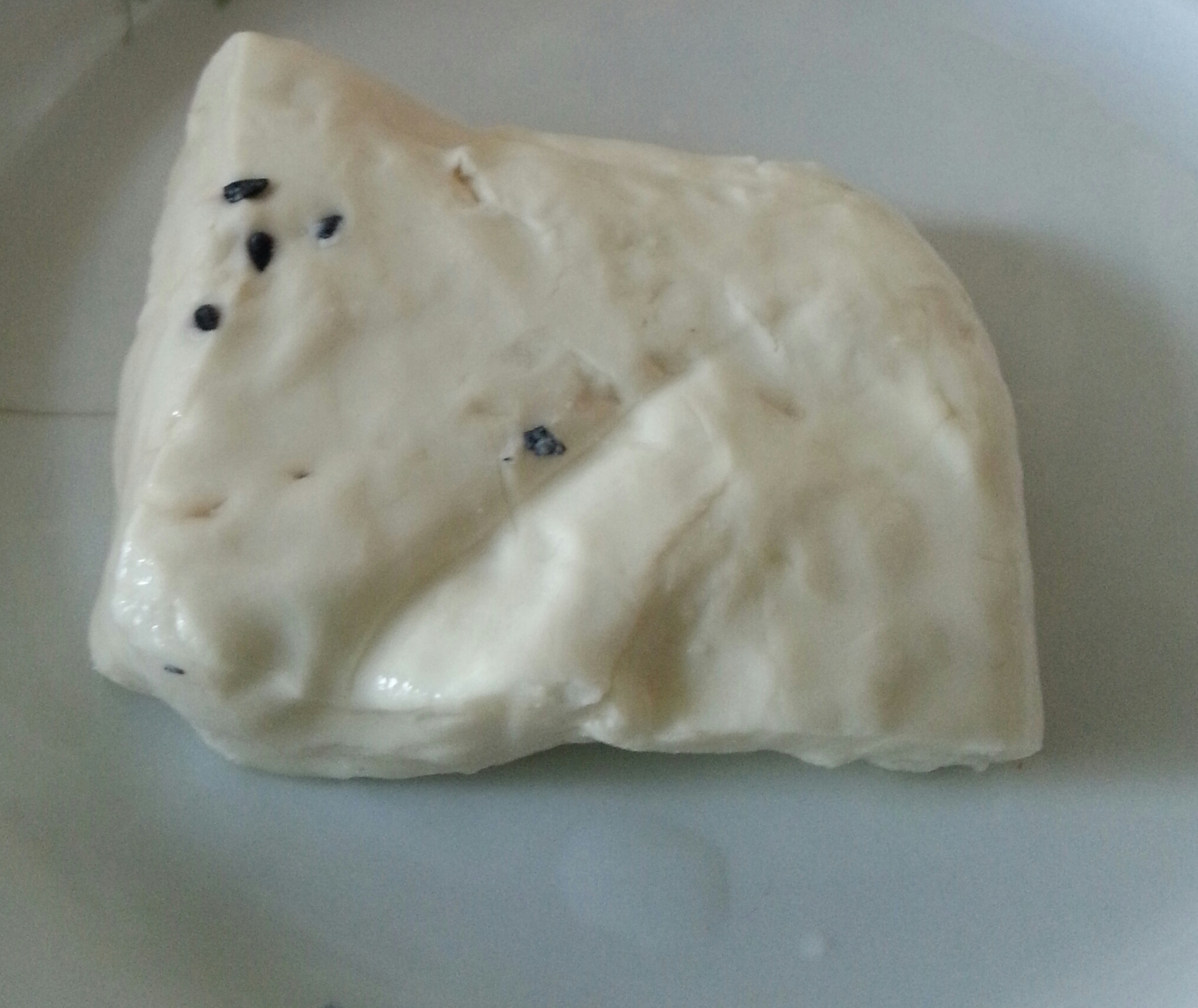
پنیر نابولسی